# Transrapid 09
Il Transrapid 09 è un treno della famiglia Transrapid, successivo al Transrapid 08. Fu progettato e realizzato per essere messo in servizio sulla linea Transrapid München.

## Storia
Rispetto al TR08 le porte sono più larghe (1300 mm contro 900 mm) e l'apertura è elettrica anziché pneumatica. Il Transrapid 09 è formato da tre cassoni (Endwagen E1, Mittelwagen M1 e Endwagen E2) e può, volendo, essere portato a 10 cassoni. La velocità massima è stata omologata a 505 km/h e la commerciale tra 350 e 430 km/h.
Il treno venne presentato al pubblico il 23 marzo 2007 a Kassel dalla ThyssenKrupp Transrapid e trasportato il 17-21 aprile da Lathen all'impianto di prova Transrapid-Versuchsanlage Emsland.
Nel 2011 l'impianto di prova Transrapid-Versuchsanlage Emsland è stato dismesso dalla famiglia Kemper, eredi di Hermann Kemper, inventore del Maglev della H. Kemper GmbH & Co. KG, e il Transrapid 09 è stato venduto per 200001 €; dal settembre 2017 giace a Nortrup. Il veicolo è disponibile per esposizioni.